# جلان باكستر
جلان باكستر (بالإنجليزية: Glen Baxter)‏ هو كاريكاتيري وفنان ورسام توضيحي بريطاني، ولد في 4 مارس 1944 في ليدز في المملكة المتحدة.

## وصلات خارجية
- الموقع الرسمي